# Balogh István Sándor
Balogh István Sándor (Csengele, 1942. február 9. –) magyar kertészmérnök, szőlész, egyetemi docens. Korábbi publikációiban a Sándor nevet általában nem használta.

## Élete
A Csongrád vármegyei Csengelén született 1942. február 9-én. A Kertészeti és Szőlészeti Főiskolán szerzett oklevelet, majd 1967-től a főiskola Kozma Pál által vezetett Szőlészeti Tanszékének munkatársa lett. Fokozatosan haladt előre az időközben szervezeti átalakulással egyetemmé vált intézmény tanszékének ranglétráján; egyetemi docensi címet viselt, amikor 1990-ben átvette Kozma professzortól a tanszék vezetését. Ettől kezdve 18 éven át tevékenykedett tanszékvezetőként, ez idő alatt az egyetem szintén több szervezeti átalakuláson ment át (az addig önálló Kertészeti és Élelmiszeripari Egyetem 1996-tól a Szent István Egyetem, majd a Budapesti Corvinus Egyetem, utóbb pedig ismét a Szent István Egyetem része lett). 2008 elején dr. Bisztray György Dénesnek adta át a tanszékvezetői stafétát.

## Művei
Jelentős számú szakcikk, tanulmány és konferenciakiadványban megjelent írás, továbbá több szakkönyv és tankönyv szerzője, társszerzője vagy szerkesztője, szakterülete a szőlészettudomány ágainak nagy részét lefedi. Publikál angol és német nyelven is.

## Családja
Fia, Balogh Péter István DLA, PhD (1973) az év tájépítésze díjjal kitüntetett tájépítész, kerttervező, vezető tervező, 1999 óta apjához hasonlóan maga is a Budapesti Corvinus Egyetem, majd a Szent István Egyetem egyetemi oktatója.